# ورزشگاه ئی‌اس‌پی
ورزشگاه ئی‌اس‌پی (به انگلیسی:Esp Stadium) یک ورزشگاه واقع در بدان در فیسلیسباخ سوئیس است.در حال حاضر جهت مسابقات فوتبال استفاده میشود و ورزشگاه خانگی باشگاه فوتبال بدان است.این ورزشگاه چندین مایل دورتر از بدان در کانتون آرگاو قرار گرفته است.گنجایش  آن ۷٬۰۰۰ نفر است که تنها دارای ۱۰۰۰ صندلی می‌باشد.